# Esplús
Esplús – gmina w Hiszpanii, w prowincji Huesca, w Aragonii, o powierzchni 73 km². W 2011 roku gmina liczyła 663 mieszkańców.